# Zbigniew Zarzycki
Zbigniew Zarzycki, född 12 mars 1948 i Lębork, Polen, är en polsk före detta volleybollspelare och -tränare.
Zarzycki blev olympisk guldmedaljör i volleyboll vid sommarspelen 1976 i Montréal.